# 安际衡
安际衡（1969年3月—），河北峰峰人，汉族，无党派人士。中华人民共和国政治人物、第十三届全国人民代表大会河北地区代表。

## 生平
1993年毕业于中央美术学院，是第一批国家级非物质文化遗产项目磁州窑烧制技艺代表性传承人，磁州窑艺术馆馆长，大家陶艺公司艺术总监。
2018年2月24日，当选为第十三届全国人大代表。